# 캐롤라인 제도

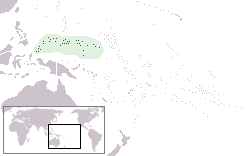
캐롤라인 제도의 위치

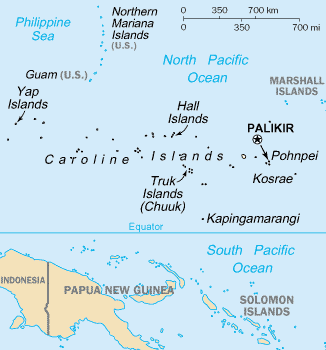
캐롤라인 제도

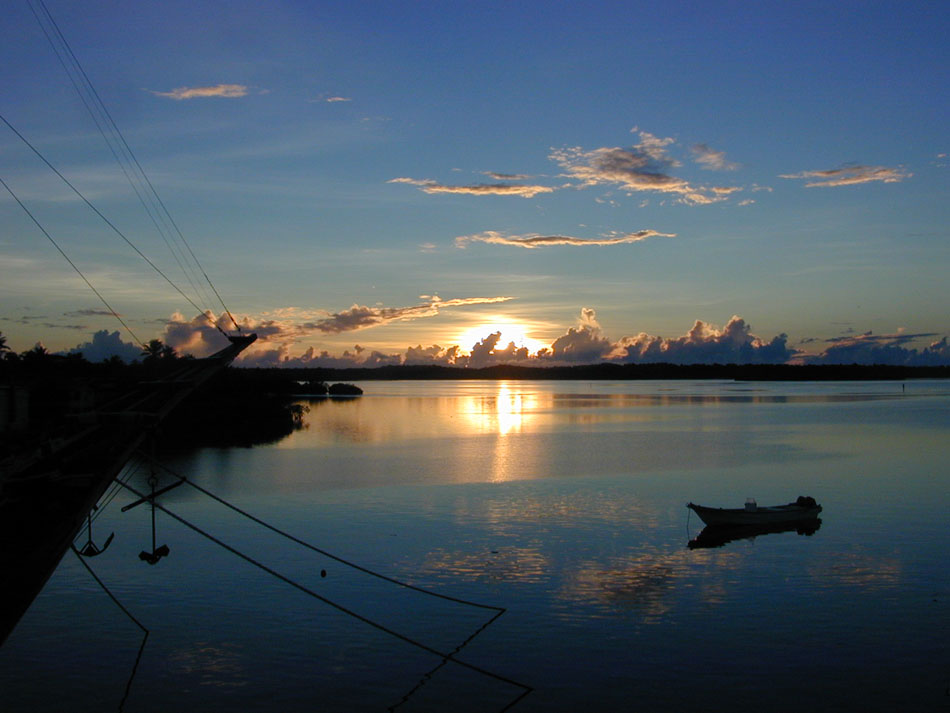
야프 섬에 있는 마을인 콜로니아 마을의 석양

캐롤라인 제도(영어: Caroline Islands)는 2개의 지형으로 이루어져 있는 제도로, 정상 부분이 산호층으로 이루어진 동쪽의 화산군과 습곡작용과 압력을 받아 대양 표면으로 솟아오는 지각층에 해당하는 동쪽의 섬들로 나누어진다. 양쪽 모두 해발 150m 이상이며, 야프·폰페이·트루크·코스라에(쿠사이)·바벨투아프·울리시섬 등을 포함한다.

## 기후
월평균기온이 26~28 °C인 열대기후이며, 고지대 섬들의 강수량은 4,570mm를 넘는다. 1년에 평균 20번 이상 태풍이 도서군의 중심이나 주변부에서 발생한다.

## 역사
캐롤라인 제도 동부는 2세기 이전에 사람들이 이미 정착했던 것으로 보이며, 서부의 여러 섬에는 7세기 무렵 중국의 무역 상품들이 이곳까지 진출했음을 보여주는 증거가 있다. 16세기에 이 제도를 방문했던 스페인의 항해가들은 스페인 왕 카를로스 2세의 이름을 따서 카롤리나 제도(las Islas Carolinas)라고 명명했지만 19세기에 와서야 이곳을 스페인의 식민지로 삼았다. 
1898년의 미국-스페인 전쟁이 끝난 후 이 제도는 독일에게 넘어갔으며, 1914년 일본에게 점령되었고, 1919년 이후에는 국제연맹의 위임통치령으로서 일본의 지배를 받았다. 일본이 차지했다가 제2차 세계대전 동안 미국에 점령되었고, 1947년 미국의 관할권 아래 있는 국제연합(UN)의 전략적 신탁통치지역이 되었다. 1986년 신탁통치지역에서 해제되었지만 지금도 미크로네시아 연방과 팔라우 공화국은 미국과 밀접한 관계를 맺고 있다.

## 수출
코프라를 비롯해서 수공예품이 주로 수출된다. 카카오·후추의 재배에 이상적인 환경을 갖춘 폰페이섬에서는 이들을 환금작물로 재배하기 위한 여러 가지 실험을 하고 있다. 일본·미국에서 오는 관광객들을 상대로 한 관광업이 발전하고 있다. 일본이 점령할 당시 서부 고지대 섬들에서는 구리·철·보크사이트 및 기타 광석들의 채광이 이루어졌다. 몇몇 섬에서는 참치잡이를 하고 있다.

## 경제
캐롤라인 제도에는 매우 다양한 지형·문화·언어들이 공존한다. 서부의 섬들은 멜라네시아와 필리핀의 영향이 혼합되어 있고, 동부 섬들에서는 폴리네시아의 여러 특징이 나타난다. 누쿠오로·카핑가마랑기섬은 폴리네시아 문화의 서쪽 한계지역에 해당한다.

## 미크로네시아
태평양 서부에 작은 섬들로 구성된 미크로네시아 연방(Micronesia)라는 나라가 있다. 이 나라의 607개 섬들 중 얩 군도(Yap Islands)가 있다.
얩 군도는 캐롤라인 제도에 있는 섬으로, 1899년 ~ 1919년 기간에 독일의 식민지였다. 당시 인구는 5천 ~ 6천 명으로 1903년에 윌리엄 헨리 퍼니스 3세(William Henry Furness III)라는 미국 인류학자가 그 섬에서 여러 달 살면서 그 섬의 돌화폐에 관한 흥미로운 스토리를 연구했다.
섬 주민들은 400마일 떨어진 섬에서 석회석을 다듬어 화폐로 사용했다. 중앙에 구멍을 내어 바퀴 모양으로 만들었는데, 큰 것은 지름이 3.6m에 12톤이나 되었다. 교환 단위는 페이(fei)라 불렀는데, 돌의 크기에 따라 화폐 가치가 올라갔다. 돌을 가공하고 운반하는데 많은 노동이 들어갔기 때문에 이 섬에선 화폐로서 가치를 인정받았다. 원주민들은 가공한 돌 화폐를 카누나 뗏목에 싣고 와 집에 소장했다. 무거워서 운반하기 어려운 돌은 가공한 곳에 그대로 두었다.
흥미로운 사실은 돌의 주인이 자기 것이라는 표시를 하지 않는다는 것이었다. 거래를 할 경우 돌의 주인이 바뀌는데 새 주인은 돌에다 어떤 표시도 하지 않았다고 한다.
얩 섬이 소속된 국가의 공식 명칭은 미크로네시아 연방공화국(Federated States of Micronesia)이다. 이 열도국가는 태평양 필리핀 제도 동쪽, 적도 북쪽에 있는 서태평양에 자리 잡고 있다.
면적은 705km2이며 캐롤라인제도(Caroline Islands)에 속하는 앞서 소개한 얩(Yap), 추크(Chuuk), 폰페이(Pohnpei), 코스라에(Kosrae) 등 4개의 섬을 포함해 총 607개의 섬으로 구성되어 있다.
이 나라의 섬들의 면적을 합치면, 702km3로 서울보다 조금 넓다. 인구는 2016년 10만 5,000명 정도. 수도는 폰페이섬에 있는 팔리키르(Palikir)이다. 4개 주로 구성되어 있다.
16세기 스페인이 영유권을 선언했지만, 미국과의 전쟁에서 패하면서 1899년 독일에 매각했다. 1차 대전에서 독일이 패전하자 1914년 일본군에 점령되었다. 태평양 전쟁 이후 1945년 미군이 점령했으며, 1947년 미국의 신탁통치령이 되었다. 이후 자치에 대한 요구가 높아지자 1968년 마샬군도와 함께 미크로네시아 의회를 발족했고, 1979년 5월 10일 미크로네시아 연방으로 이행할 것을 결정하는 신헌법을 채택함으로써 자치정부가 수립되었다.
1982년 10월 미국과 자유연합협정(CoFA: Compact of (Free Association)을 조인해 안보와 치안을 미국에게 위임했다.
협정은 1983년 주민 투표에 따라 승인되었으며, 1986년 10월 발효되었다. 1986년 11월 미국은 신탁통치의 종료를 선언하고, 1990년 12월 12일 유엔 안보리 결의에 따라 독립했다.
언어는 영어(공용어)와 8개 토착 언어를 쓴다. 화폐 단위는 미국 달러다.
정치 체제는 대통령중심제로 신사협정에 따라 의원 중에서 4개 주에서 윤번제로 선출된다.

## 구성국
- 미크로네시아 연방
- 팔라우

## 지도
| 가잔 열도갠지스강고다바리강고비 사막나일강류큐 열도남중국해노르웨이해뉴기니섬네푸드 사막다싱안링산맥다뉴브강동시베리아해동중국해동해둥베이 · 평원랍테프해룹알할리 사막레나강마다가스카르섬마리아나 제도마르마라해말레이반도메콩강몰디브 제도몽골고원바렌츠해바이칼호바탄 제도발리섬발트해발하시호백해베링해벵골만보르네오섬북극해북해볼가강북드비나강브라마푸트라강사할린섬샤오싱안링산맥세이셸 군도소코트라섬수마트라섬술라웨시섬스리랑카섬스칸디나비아반도스타노보이산맥스프래틀리 군도시나이반도새머리싱가포르섬아나톨리아아덴만아라비아반도아라비아해아라푸라해아랄해아무르강아조프해아프리카의 뿔안다만 제도알타이산맥알류샨 열도에게해예니세이강오가사와라 제도오만만오비강오스트레일리아오호츠크해우랄강우랄산맥유프라테스강이란고원인더스강인도 아대륙인디기르카강인도양 (북부)인도차이나반도일본 열도자와섬주강장강치롄산맥카라해카라코람카스피해캄차카반도캅카스산맥캐롤라인 · 제도콜리마강쿠릴 열도쿤룬산맥크리스마스섬타이만대만타클라마칸 사막북태평양톈산산맥통킹만티그리스강티모르섬티베트고원파라셀 제도파미르페르시아만페초라강프라타스섬필리핀 제도필리핀해하이난한반도항가이산맥호르무즈홋카이도홍해화베이 · 평원황하황해흑해히말라야산맥힌두스탄 · 평원힌두쿠시class=notpageimage\| 아시아의 주요 지리 |